# Casa consistorial de Calanda
La casa consistorial de Calanda o casa de la Villa es un edificio del siglo XVII, construido sobre la antigua Casa del Consejo de la Villa, de traza medieval.

## Descripción
La fachada armoniza una planta baja en piedra de sillería con dos pisos superiores ejecutados con ladrillos. El elemento diferencial de este edificio con otros análogos más comunes en el Bajo Aragón resulta ser la ausencia de una lonja, lo que le confiere gran originalidad.